# Кива, Андрей Игоревич
Андре́й И́горевич Ки́ва (укр. Андрій Ігорович Ківа; род. 21 ноября 1989, Севастополь) — украинский футболист, полузащитник.

## Биография
В пять лет начал тренироваться в севастопольской ДЮСШОР-5. Его первым тренером был его отец — Игорь Евгеньевич. Однажды его заметили селекционеры харьковского спортивного интерната и предложили ему приехать на просмотр, после просмотра его приняли в спортинтернат. В ДЮФЛ вначале выступал за харьковский УФК, а после за «Металлист». Позже тренировался вместе с дублем «Металлиста».
Затем его отдали в аренду в клуб Второй лиги Украины «Локомотив» из Двуречной. После 4-го тура команда снялась с соревнований, Кива провёл 3 матча за команду. Вскоре он оказался в «Газовике-ХГД», Кива думал что едет играть за команду на правах аренды, но на самом деле он стал полноценным игроком клуба. Всего за «Газовик-ХГД» во Второй лиге он сыграл 10 матчей.
Позже он перешёл в клуб «Севастополь» в качестве свободного агента. Киву в команду пригласил Сергей Пучков. В команде он дебютировал 24 августа 2007 года в выездном матче против днепродзержинской «Стали» (2:3). В 2008 году провёл 5 матчей за «Севастополь-2». В сезоне 2009/10 «Севастополь» смог стать победителем Первой лиги Украины и выйти в Премьер-лигу. В Премьер-лиге дебютировал 9 июля 2010 года в выездном матче против луганской «Зари» (0:0).
После аннексии Крыма Россией принял российское гражданство. В феврале 2015 года стал игроком севастопольского СКЧФ, который выступает в чемпионате Крыма.
Летом 2016 года перешёл в нижнекамский «Нефтехимик». Из-за проблем с футбольным гражданством крымских футболистов за новый клуб был заявлен как украинец. В январе 2017 года вернулся в «Севастополь».
В феврале 2018 года подписал контракт с российским «КАМАЗом». В июне 2018 года покинул клуб и перешёл в саратовский «Сокол», откуда ушёл уже в конце августа того же года, и вновь вернулся в «Севастополь». 30 июня 2023 года покинул «Севастополь» по истечении трудового договора с клубом. За годы проведённые в клубе Андрей Кива дважды становился победителем Первой лиги Украины, четыре раза становился чемпионом Премьер-лиги КФС, выигрывал Кубок КФС и трижды — Суперкубок КФС. По итогам сезона-2022 Андрей был признан лучшим футболистом чемпионата Премьер-лиги Крымского футбольного союза.

## Достижения
- Победитель Первой лиги Украины (2): 2009/10, 2012/13

## Личная жизнь
Его отец Игорь Евгеньевич работает детским тренером по футболу. Мать Ирина Валентиновна — учитель начальных классов. Его младший брат Евгений также футболист: на юношеском уровне выступал за севастопольский ДЮСШОР-5 в ДЮФЛ, затем провёл несколько сезонов за клубы «Севастополь-2» и «Севастополь-3», позже играл за любительские клубы в Крыму, а в 2022 году работал в качестве судьи на матчах Открытого чемпионата Крыма по футболу.
Андрей Кива учился в Таврическом национальном университете. Его любимый писатель — Пауло Коэльо.